# سنت ارمو
سنت ارمو (به ایتالیایی: Sant'Ermo) یک منطقهٔ مسکونی در ایتالیا است که در Casciana Terme Lari واقع شده‌است. سنت ارمو ۱۱۴ نفر جمعیت دارد و ۱۸۰ متر بالاتر از سطح دریا واقع شده‌است.